# Зельвине
Зельвине (рос. Зельвино) — селище, підпорядковане місту Райчихінську Амурської області Російської Федерації. Розташоване на території українського історичного та етнічного краю Зелений Клин.
Входить до складу муніципального утворення Міський округ місто Райчихінськ. Населення становить 1410 осіб (2018).

## Населення
| 2014 | 2015  | 2016  | 2017  | 2018  |
| ---- | ----- | ----- | ----- | ----- |
| 1400 | ↗1403 | ↘1402 | →1402 | ↗1410 |